# Plano intertubercular
Plano  a nivel de la línea transversal inferior entre la línea transversal superior y el borde superior de la sínfisis púbica; esto se denomina el plano intertubercular (o transtubercular), ya que prácticamente corresponde a la que pasa a través de los tuberosidades ilíacas; detrás, su plano corta el cuerpo de la quinta vértebra lumbar.